# Nessun testimone
 Nessun testimone (With No One as Witness) è un romanzo della giallista statunitense Elizabeth George, pubblicato nel 2005
Il libro è stato tradotto in dieci lingue; in italiano è apparso per la prima volta nel 2006.

## Trama
In un cimitero, viene rinvenuto nei pressi di una tomba il corpo nudo e mutilato di un giovane.
L'ispettore Lynley di Scotland Yard, incaricato delle indagini, rileva che questo delitto ha dei particolari in comune con altri tre omicidi commessi precedentemente e ritiene così che l'assassino possa essere un killer seriale.
Le coincidenze però non finiscono qui: tutti i ragazzi uccisi hanno in comune il fatto di essere ragazzi di colore e, per questo motivo, viene seguita anche la pista razziale.

## Edizioni in italiano
- Elizabeth George, Nessun testimone: romanzo, traduzione di M. Cristina Pietri e Enzo Verrengia, Longanesi, Milano 2006
- Elizabeth George, Nessun testimone: romanzo, Mondolibri, Milano 2006
- Elizabeth George, Nessun testimone: romanzo, traduzione di M. Cristina Pietri e Enzo Verrengia, Tea, Milano 2007
- Elizabeth George, Nessun testimone traduzione di M. Cristina Pietri e Enzo Verrengia, Superpocket, Milano 2009